# کمرین منهایم
کمرین منهایم (انگلیسی: Camryn Manheim) زادهٔ ۸ مارس ۱۹۶۱) یک هنرپیشه اهل ایالات متحده آمریکا است. وی از سال ۱۹۸۳ میلادی تاکنون مشغول فعالیت بوده‌است.

## فیلم ها
از فیلم‌ها یا برنامه‌های تلویزیونی که وی در آن نقش داشته‌است می‌توان به یک زندگی ناتمام، پاک‌کننده، اسکری مووی ۳، آب تیره، شادی، تجدید دیدار دبیرستانی رومی و میشل، دارای هستی، پیچ‌خورده، عشق لطمه می‌زند، جاده‌ای به ولویل، جریان پس‌رو، شما اهل کدام سیاره هستید؟، پادشاه جو، بدون مردان، پروژه لارامی و نقش کنترل در سریال مظنون اشاره کرد.